# علمدار (مشگین‌شهر)
علمدار یک منطقهٔ مسکونی در ایران است که در دهستان شعبان واقع شده‌است. براساس سرشماری مرکز آمار ایران در سال ۱۳۹۵، علمدار ۱۸۳ نفر جمعیت دارد.

توغ روستای علمدار(آلاممار) (Alammar)Alamdar